# ريكاردو بريميتيفو غونزالس
ريكاردو بريميتيفو غونزالس (بالإسبانية: Ricardo González) مواليد 12 مايو 1925 في بوينس آيرس، هو لاعب كرة سلة أرجنتيني سابق. بدأ مسيرته الاحترافية في سنة 1947. يبلغ طوله 5 قدم 11 بوصة (1.8 م). مثّل منتخب بلاده. شارك في دورة الألعاب الأولمبية الصيفية سنة 1948. اعتزل اللعب في 1956. دخل قاعة مشاهير الاتحاد الدولي لكرة السلة.

## روابط خارجية
- ريكاردو بريميتيفو غونزالس على موقع الاتحاد الدولي لكرة السلة (الإنجليزية)
- ريكاردو بريميتيفو غونزالس على موقع الاتحاد الدولي لكرة السلة (الإنجليزية)
- ريكاردو بريميتيفو غونزالس على موقع سبورتس رفرنس (الإنجليزية)
- ريكاردو بريميتيفو غونزالس على موقع اللجنة الأولمبية الدولية (الإنجليزية)
- ريكاردو بريميتيفو غونزالس على موقع أوليمبيديا (الإنجليزية)